# 5704 Schumacher
5704 Schumacher è un asteroide della fascia principale del diametro medio di circa 25,57 km. Scoperto nel 1950, presenta un'orbita caratterizzata da un semiasse maggiore pari a 3,2202232 UA e da un'eccentricità di 0,1097270, inclinata di 11,65067° rispetto all'eclittica.